# Oswal Álvarez
Oswal Andrés Álvarez Salazar (Maicao, 11 giugno 1995) è un ex calciatore colombiano, di ruolo attaccante.

## Carriera
Ha iniziato la sua carriera calcistica nel Llaneros, prima conosciuta con il nome di Academia. Nel 2012 viene prelevato dall'Anderlecht. Il suo esordio con la squadra belga arriva il 20 dicembre 2014 contro il Waasland-Beveren sostituendo Ibrahima Conté a due minuti dalla fine del match.

## Palmarès

### Club

#### Competizioni nazionali
- Campionato belga: 2

Anderlecht: 2012-2013, 2013-2014
- Supercoppa del Belgio: 2

Anderlecht: 2013, 2014